# カルロス・ミラバル
カルロス・ミラバル（Carlos Mirabal, 1973年4月24日 - ）は、アメリカ合衆国ニュージャージー州バーゲン郡出身のプロ野球選手（投手）。右投両打。台湾プロ野球時代の登録名は「馬來寶」。

## 来歴

### アメリカ・台湾時代
バーゲン・カウンティ・テクニカル高校を経て、1996年にアメリカの独立リーグであるノース・アトランティック・リーグのアルトゥーナ・レイルキングスにてプロとしてのキャリアをスタートする。
1997年と1998年はTMLの嘉南勇士、1999年はCPBLの和信ホエールズでプレーした。和信在籍時の1999年には、アレックス・カブレラとチームメイトだったが、性格が合わずお互いに不仲を公言するほどの犬猿の仲だった。2002年にはカブレラに死球をぶつけたことがきっかけで乱闘騒ぎを起こしている。

### 日本ハム時代
2000年にNPBの日本ハムファイターズに入団。前年に抑えを任されていたエリック・シュールストロムが退団したことで不在となっていた守護神の期待を受け、150kmを超えるストレートとナックルカーブを武器に48試合に登板し、1勝3敗19セーブの数字を残したが、走者を背負うと不安定になる弱点があり、絶対的な信頼は得られなかった。
2001年も抑えとして起用され2勝6敗18セーブとまずまずの数字を残すも、依然抑えとしては不安定だったことやルーキーの井場友和を抑えとして育成する方針から終盤に先発に転向、最後の登板で5回無失点と結果を残した。
2002年から本格的に先発投手へ転向。後半戦はケガで棒に振るも、エース金村曉に次ぐチーム2位の9勝を挙げた。また、同年4月10日の対千葉ロッテマリーンズ戦では、8回終了まで一人の走者も許さぬ好投を見せるが、9回の先頭打者・吉鶴憲治に安打され、外国人投手としては初となる完全試合を逃した。また、この試合で9回まで投げた球数はわずか80球であり、80球以内での完投は1969年の坂井勝二（ロッテオリオンズ）以来、パ・リーグ史上17人目であり、両リーグを通じても1977年の江本孟紀（阪神タイガース）以来25年ぶりであった。
2003年はケガで出遅れた金村に代わり開幕投手を務め、シーズンではリーグ2位の16勝（11敗）を挙げチームの勝ち頭となる。ただし、自責点と防御率がリーグワーストであった。
2004年は前半は不振に喘いだが、後半に巻き返し11勝をマークした。プレーオフ第1ステージ第2戦に先発すると8回まで1失点に抑え、9回に3失点し完投は逃したが8回2/3を4失点で勝利投手となった。
2005年にも開幕投手に指名されたが、故障により勝ち星を挙げることができないまま3試合のみの登板に終わりシーズン途中で解雇された。

### 日本ハム退団後
2006年から2008年まで、独立リーグのアトランティックリーグに加盟するニューアーク・ベアーズでプレーしたのを最後に一度引退。
2015年に独立リーグのカナディアン・アメリカン・リーグで現役復帰。そこでのプレーしているとドイツのブンデス・リーガ1部のケルン・カージナルスからオファーがあり、2018年には監督兼選手としてプレーした。その後はプエルトリコで投手兼コーチとしてもプレーした。
2018年11月に結成された「一般社団法人 日本プロ野球外国人OB選手会」（JRFPA）で代表理事を務める。
2019年8月30日から、四国アイランドリーグplusの徳島インディゴソックスで、シーズン終了まで臨時コーチを務めた。
その後はニューヨークに在住し、子供からプロレベルの選手たちまで向けて、野球とソフトボールのコーチ活動を行っていた。また、2020年5月に行われたパシフィック・リーグからのインタビューに対しては現役としてのプレー復帰も目指していたことを明かした。
2022年に独立リーグのフロンティアリーグで再び現役復帰。同年と2023年に1試合ずつ登板した。

## 選手としての特徴・人物
打たせて取るクレバーな投球だが、やや熱くなりすぎて一本調子になることが課題だった。
日本ハム時代の背番号00は、2000年に加入したことと、防御率0.00を目指したことから。ミラバルの退団後に日本ハムで背番号00を着用した選手は現れず、かつ日本ハムは2009年以降、背番号0および00を使用しない方針を採っているため、ミラバルは日本ハムで背番号00を着用した最後の選手である。

## 詳細情報

### 年度別投手成績
| 年 度     | 球 団     | 登 板 | 先 発 | 完 投 | 完 封 | 無 四 球 | 勝 利 | 敗 戦 | セ 丨 ブ | ホ 丨 ル ド | 勝 率 | 打 者 | 投 球 回 | 被 安 打 | 被 本 塁 打 | 与 四 球 | 敬 遠 | 与 死 球 | 奪 三 振 | 暴 投 | ボ 丨 ク | 失 点 | 自 責 点 | 防 御 率 | W H I P |
| --------- | --------- | ----- | ----- | ----- | ----- | -------- | ----- | ----- | -------- | ----------- | ----- | ----- | -------- | -------- | ----------- | -------- | ----- | -------- | -------- | ----- | -------- | ----- | -------- | -------- | ------- |
| 1999      | 和信      | 43    | 2     | 0     | 0     | 0        | 2     | 1     | 13       | 0           | .667  | 356   | 91.2     | 68       | 1           | 20       | 0     | 2        | 62       | 3     | 0        | 23    | 19       | 1.87     | 0.96    |
| 2000      | 日本ハム  | 48    | 0     | 0     | 0     | 0        | 1     | 3     | 19       | --          | .250  | 198   | 49.1     | 40       | 7           | 16       | 2     | 2        | 31       | 0     | 3        | 21    | 20       | 3.65     | 1.14    |
| 2001      | 日本ハム  | 51    | 1     | 0     | 0     | 0        | 2     | 6     | 18       | --          | .250  | 242   | 55.0     | 62       | 7           | 16       | 1     | 2        | 43       | 1     | 0        | 22    | 21       | 3.44     | 1.42    |
| 2002      | 日本ハム  | 18    | 18    | 4     | 1     | 1        | 9     | 6     | 0        | --          | .600  | 529   | 125.2    | 111      | 19          | 42       | 3     | 2        | 77       | 0     | 0        | 52    | 47       | 3.37     | 1.22    |
| 2003      | 日本ハム  | 31    | 31    | 3     | 1     | 0        | 16    | 11    | 0        | --          | .593  | 859   | 193.2    | 232      | 27          | 70       | 2     | 6        | 103      | 6     | 0        | 115   | 100      | 4.65     | 1.56    |
| 2004      | 日本ハム  | 29    | 26    | 2     | 0     | 0        | 11    | 9     | 0        | --          | .550  | 717   | 160.2    | 183      | 24          | 48       | 2     | 13       | 89       | 4     | 0        | 95    | 86       | 4.82     | 1.44    |
| 2005      | 日本ハム  | 3     | 3     | 0     | 0     | 0        | 0     | 3     | 0        | 0           | .000  | 82    | 16.1     | 22       | 2           | 8        | 0     | 3        | 10       | 0     | 0        | 16    | 14       | 7.71     | 1.84    |
| CPBL：1年 | CPBL：1年 | 43    | 2     | 0     | 0     | 0        | 2     | 1     | 13       | 0           | .667  | 356   | 91.2     | 68       | 1           | 20       | 0     | 2        | 62       | 3     | 0        | 23    | 19       | 1.87     | 0.96    |
| NPB：6年  | NPB：6年  | 180   | 79    | 9     | 2     | 1        | 39    | 38    | 37       | 0           | .506  | 2627  | 600.2    | 650      | 86          | 200      | 10    | 28       | 353      | 11    | 3        | 321   | 288      | 4.32     | 1.42    |

- 各年度の太字はリーグ最高

### タイトル
CPBL
- 最優秀防御率：1回 （1999年）

### 表彰
NPB
- 月間MVP：1回 （投手部門：2004年9月）

### 記録
NPB
- 初登板：2000年4月1日、対西武ライオンズ1回戦（西武ドーム）、9回裏に2番手として救援登板、1回1/3を3失点で敗戦投手
- 初セーブ：2000年4月5日、対オリックス・ブルーウェーブ2回戦（東京ドーム）、9回表に3番手で救援登板・完了、1回無失点
- 初奪三振：2000年4月11日、対大阪近鉄バファローズ1回戦（東京ドーム）、9回表2死で中村紀洋から
- 初勝利：2000年5月19日、対千葉ロッテマリーンズ6回戦（東京ドーム）、8回表2死から5番手で救援登板、1回1/3を無失点
- 初先発登板・初先発勝利：2001年10月1日、対西武ライオンズ28回戦（西武ドーム）、5回無失点
- 初完投勝利・初完封勝利：2002年4月10日、対千葉ロッテマリーンズ2回戦（千葉マリンスタジアム）

### 背番号
- 24 （1997年 - 1998年）
- 10 （1999年）
- 00 （2000年 - 2005年）